# Епира
Епира (фр. Espirat) насеље је и општина у централној Француској у региону Оверња, у департману Пиј де Дом која припада префектури Клермон Феран.
По подацима из 2011. године у општини је живело 324 становника, а густина насељености је износила 75,0 становника/km². Општина се простире на површини од 4,32 km². Налази се на средњој надморској висини од 342 метара (максималној 363 m, а минималној 327 m).

## Демографија
| 1962. | 1968. | 1975. | 1982. | 1990. | 1999. | 2011. |
| ----- | ----- | ----- | ----- | ----- | ----- | ----- |
| 245   | 282   | 300   | 293   | 238   | 242   | 324   |

График промене броја становника у току последњих година